# Memphis Championship Wrestling
Memphis Championship Wrestling — нині не активний американський промоушн реслінгу, заснований Террі Голденом в місті Мемфіс, штат Теннессі 20 лютого 2000 року. MCW проіснував лише до середини 2001. Саме тоді компанію викупило WWF для облаштування підготовчого майданчика для новачків або реслерів, які відновлюються після травм.

## Історія
У червні 2001 року стало відомо, що Федерація World Wrestling Federation викупила промоушн для облаштування підготовчого майданчика для новачків. Деякі з борців — Американський дракон, Крістіан Йорк, Джої ABS, Джої Метьюз, Rodrageous, Шутер Шульз, і Спенкі — розірвали контркт з WWF.
Деяких новачків — Стів Бредлі, Вікторія, Ленс Кейд, The Island Boyz (Ekmo & Kimo), і Haas Brothers (Charlie і Русь) — перевели з Мемфіса на арену Heartland Wrestling Association, в Цинциннаті, штат Огайо. Деякі керівники вважали що ці реслери ще недостатньо готові або їх присутність могла зашкодити бізнесу.

## Шоу Вивільнення!
Шоу Вивільнення! показує телеканал WLMT-ТВ щосуботи вранці в 11:00 і рано вранці в неділю в 1:30. Шоу організували Ленс Рассел, Девід Уебб, Девід Джетт і Кевін Келлі.
Після закриття промоушну MCW складали записували інтерв'ю з багатьма талантами. Незабаром, ці телевізійні шоу складатиметься зі старих повторів і в найближчі місяці була знята з телевізійної станції.

## Титули
- MCW Southern Heavyweight Championship
- MCW Southern Tag Team Championship
- MCW Hardcore Championship
- MCW Southern Light Heavyweight Championship

## Відомі реслери
- Американський Дракон
- Бредшоу
- К-Краш
- Джеррі Лоулер
- Лорд Стівен Рігал